# Феррейра-ду-Алентежу (парафія)
Феррейра-ду-Алентежу (порт. Ferreira do Alentejo; МФА: [fɨ.ˈʁɐj.ɾɐ du ɐ.ɫẽ.ˈtɐj.ʒu]) — парафія в Португалії, у муніципалітеті Феррейра-ду-Алентежу. Розташована в південній частині країни, на теренах історичної португальської провінції Алентежу. Входить до складу округу Бежа. За адміністративним поділом, чинним до 1976 року, терени парафії були складовою провінції Нижнє Алентежу. Належить до Безької діоцезії Католицької церкви. Патрон — Діва Марія. Площа — 223,7378 км². Населення — 4696 ос. (2011). Слабо урбанізований регіон. Густота населення — 20,99 осіб/км²
. Код — 020802.

## Населення
| Кількість мешканців | Кількість мешканців | Кількість мешканців | Кількість мешканців | Кількість мешканців | Кількість мешканців | Кількість мешканців | Кількість мешканців | Кількість мешканців | Кількість мешканців | Кількість мешканців | Кількість мешканців | Кількість мешканців | Кількість мешканців | Кількість мешканців |
| ------------------- | ------------------- | ------------------- | ------------------- | ------------------- | ------------------- | ------------------- | ------------------- | ------------------- | ------------------- | ------------------- | ------------------- | ------------------- | ------------------- | ------------------- |
| 1864                | 1878                | 1890                | 1900                | 1911                | 1920                | 1930                | 1940                | 1950                | 1960                | 1970                | 1981                | 1991                | 2001                | 2011                |
| 3 252               | 4 117               | 5 225               | 5 205               | 5 792               | 5 317               | 7 479               | 8 449               | 8 967               | 8 108               | 6 144               | 6 084               | 5 277               | 4 866               | 4 696               |